# Valentino Brosio
Valentino Brosio (Torino, 25 febbraio 1903 – Torino, 9 gennaio 1999) è stato uno scrittore e produttore cinematografico italiano.

## Biografia
Biografo di personalità letterarie, artistiche e mondane, giornalista, cineproduttore, studioso d'arte e collezionista, Valentino Brosio (cugino dello statista Manlio Brosio, fratello dello scenografo Gino Brosio) si laureò in Legge a Torino, sua città di nascita, nel 1925. Abbandonò ben presto la carriera di avvocato, per seguire quella di scrittore e giornalista professionista. Ebbe dal Touring Club Italiano l'incarico di redigere i primi volumi della collana illustrata Attraverso l'Italia (1927-1931). Negli stessi anni, insegnò Storia dell'Arte a Torino; fu corrispondente viaggiante de La Sera di Milano e collaborò a molti altri giornali e riviste (Corriere Padano, Telegrafo, Gazzetta del Popolo, Illustrazione Italiana, Sapere, Emporium, ecc.).
Nel 1938 Brosio si occupò di cinematografia. Dopo tre film fatti con Angelo Besozzi, direttore di produzione, divenne lui stesso direttore di produzione nel 1940. Diresse e organizzò circa sessanta film, tra i quali Due milioni per un sorriso, Un colpo di pistola, I Promessi sposi, Giuseppe Verdi, La più bella donna del mondo, ecc.
Fu titolare del Corso di Organizzazione della Produzione presso il Centro Sperimentale di Cinematografia. Realizzò, come produttore, film (da quelli melò di Raffaello Matarazzo alla pellicola sofisticata di Renoir) e documentari. Fondò l'Associazione dei Direttori di Cineproduzioni (A.D.C.), della quale fu Presidente.
Nel 1945-1946 fu Presidente di Cinecittà e intraprese la ristrutturazione degli studi. Uno dei suoi libri, il Manuale del Produttore cinematografico, ottenne il Premio Napoli nel 1956.
Autore di una quarantina di libri di storia dell'arte e biografie di personaggi della letteratura, dell'arte e della Belle Époque, Brosio seguitò l'attività giornalistica su quotidiani (Il Tempo, La Nazione) e riviste, fino al compimento degli ottanta anni. Continuò a scrivere sul settimanale Il Borghese di Mario Tedeschi fino alla morte di questo direttore, nel 1993.
Proseguì con la pubblicazione di libri di divagazioni e di memorie, che riassumono la sua vita, le sue conoscenze e i suoi interessi di collezionista e di bon vivant (come lo definì Giorgio Calcagno su La Stampa). Sin dal 1930, Brosio praticò l'arte grafica, componendo molte decine di collage a trompe-l'œil.
Tenente di Cavalleria, Brosio al momento dell'armistizio nel 1943 passò le linee e soggiornò a Napoli per più di un anno con Leo Longanesi, Mario Soldati, Riccardo Freda, Mario Camerini e altri colà sfollati, collaborando a Radio Napoli con quotidiani commenti di politica e di costume, usando lo pseudonimo "Allobrogo".

## Filmografia

### Produttore
(elenco parziale)
- La dama bianca di Mario Mattoli (1938)
- Due milioni per un sorriso di Mario Soldati e Carlo Borghesio (1939)
- La gerla di papà Martin di Mario Bonnard (1940)
- I promessi sposi di Mario Camerini (1941)
- Malombra di Mario Soldati (1942)
- Abbasso la miseria! di Gennaro Righelli (1945)
- Donne e briganti di Mario Soldati (1950)
- I figli di nessuno di Raffaello Matarazzo (1951)
- Torna piccina mia di Carlo Campogalliani (1955)
- Venezia, la luna e tu di Dino Risi (1958)

## Opere
- Attraverso l'Italia (prima serie: Sicilia, Piemonte, Lombardia), Touring Club, Milano, 1930-1934
- La Cabala delle Curiosità, Hoepli, Milano, 1936
- Francesco II Gonzaga Signore di Mantova, Paravia, Torino, 1938
- Monaco di Baviera, Giacomo Agnelli, Milano, 1938
- Manuale del Produttore di Film, Ateneo, Roma, 1956
- Attraverso l'Italia (seconda serie: Roma, Napoli, Campania, Emilia), Touring Club, Milano, 1960-1964
- Porcellane e maioliche dell'800, Vallardi, Milano, 1962; ristampa Garzanti, 1980
- Mobili dell'800, Vallardi, Milano, 1964; ristampa Garzanti, 1980
- Oggetti vari dell'800, Vallardi, Milano, 1965; ristampa Garzanti, 1980
- Ambienti dell'800, Vallardi, Milano, 1966; ristampa Garzanti, 1982)
- Lo Stile Liberty, Vallardi, Milano, 1967; ristampa Garzanti, 1981)
- La Casa del Tempo, dal neoclassico al Liberty, Canesi, Roma, 1968
- Ritratti Parigini, Nuovedizioni Vallecchi, Firenze, 1977